# Shaleshäst
Shaleshästen är en typ av häst som härstammar ifrån Storbritannien. Shaleshästen är ganska ovanlig och återfinns mycket sällan i böcker om olika hästraser, mycket på grund av att den inte har status som en helt egen ras i Storbritannien utan är mer en typ av häst. Men den är lika kvalificerad till att bli egen ras om man tittar på stamtavlor och dess renrasighet. Shaleshästen är en utmärkt ridhäst som är atletisk och snabb.

## Historia
Shaleshästen är en direkt ättling till den numera utdöda hästrasen Norfolktravaren, som förr i tiden även kallades "norfolk roadster" Norfolktravaren var Englands stolthet under 1800-talet och är grunden till många av världens varmblodshästar och även i de lite tyngre kallblodshästarna i Europa. 
Rasens stamhingst var ett engelskt fullblod som hette Messenger som var en framstående avelshingst under slutet av 1700-talet. Han var ättling till en hingst som hette Blaze, och Blaze hade även fått en son som döptes till Original Shales. Det var Shales och Messenger som anlade grunden för Norfolktravarna, hackneyhästarna med sitt höga steg och så klart dagens Shaleshästar. Shales och Norfolktravarna hade samma orientaliska släktingar som grundade det Engelska fullblodet. De tidigaste travarna kunde bära vuxna män över rejäla sträckor i en så hög hastighet som 25 km/h. 
Den lite modernare Shaleshästen grundades på några av de sista Norfolktravarna som många gick tillbaka till Messenger eller Original Shales. De har fötts upp av familjen Colquhoun sedan 1922, då Elizabeth Colquhoun, mor till dagens uppfödare, köpte en tvååring efter Findon Grey Shales i Devon, England. Grey Shales hade fötts upp av Charles Monson och tillsammans med en annan hingst kallad Black Shales, hade Grey Shales stått sina första år på Tor Royal Stud i Cornwall. Där stod även prinsen av Wales (senare hertigen av Windsor) egen häst Royal Shales.

## Egenskaper
Shaleshästen kallas oftast bara Cob i Storbritannien och de används mest till traditionell körning och ridning. Men de är även utmärkta jakthästar och poloponnyer. Väldigt få raser ger så bra avkommor med så fina tävlingsanlag som Shaleshästen. 
Shaleshästen har stora, vänliga och intelligenta ögon och ett tilltalande huvud. Nacken är vackert böjd och rasen är oftast sund och tålig. Viss utavel sker även i dagens läge, men då enbart med renrasiga engelska fullblod som ligger i grunden till rasen ändå. 